# Seingbouse
Seingbouse är en kommun i departementet Moselle i regionen Grand Est (tidigare regionen Lorraine) i nordöstra Frankrike. Kommunen ligger i kantonen Freyming-Merlebach som tillhör arrondissementet Forbach. År 2022 hade Seingbouse 1 695 invånare.

## Befolkningsutveckling
Antalet invånare i kommunen Seingbouse
| Referens: INSEE |